# Daniil Jurjewitsch Mowe

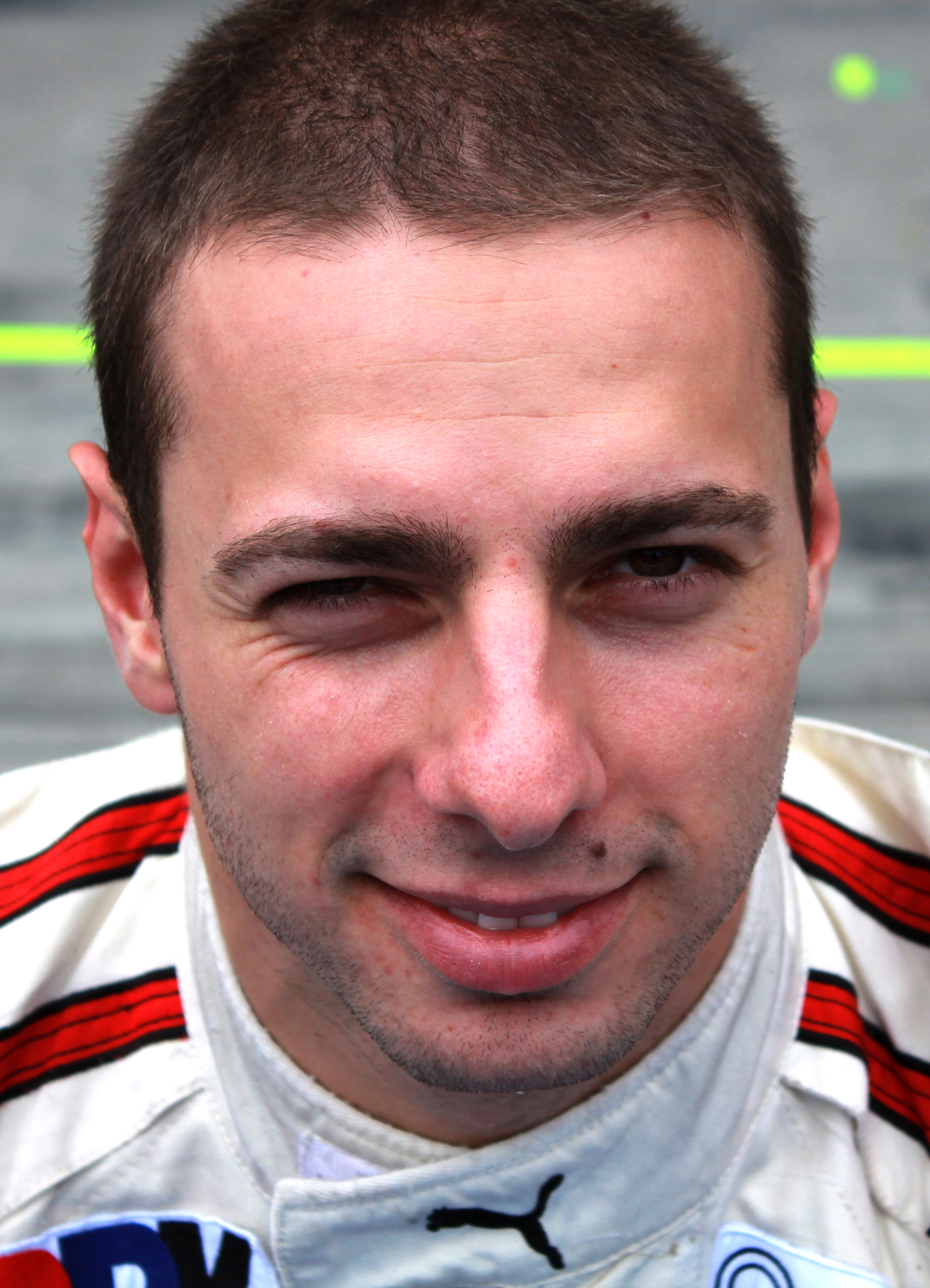
Daniil Mowe (2012)

Daniil Jurjewitsch Mowe, auch Daniil Move (russisch Даниил Юрьевич Мове; * 11. Dezember 1985 in Moskau) ist ein ehemaliger russischer Automobilrennfahrer. Von 2007 bis 2013 startete er in der Formel Renault 3.5.

## Karriere
Mowe begann seine Karriere im Formelsport 2004 in der Formula RUS, in der er auf Anhieb den Vizemeistertitel hinter Sergei Afanassjew gewann. Danach wechselte Mowe 2005 in die russische Formel 1600, in der er den zwölften Gesamtrang belegte. Außerdem startete er bei einem Rennen der 3000 Pro Series, der Vorgängerserie der internationalen Formel Master. 2006 blieb er in der inzwischen in F3000 International Masters unbenannten Serie und nahm an der ersten Saisonhälfte teil. Mit einem dritten Platz als bestes Resultat belegte er am Saisonende den 17. Gesamtrang.

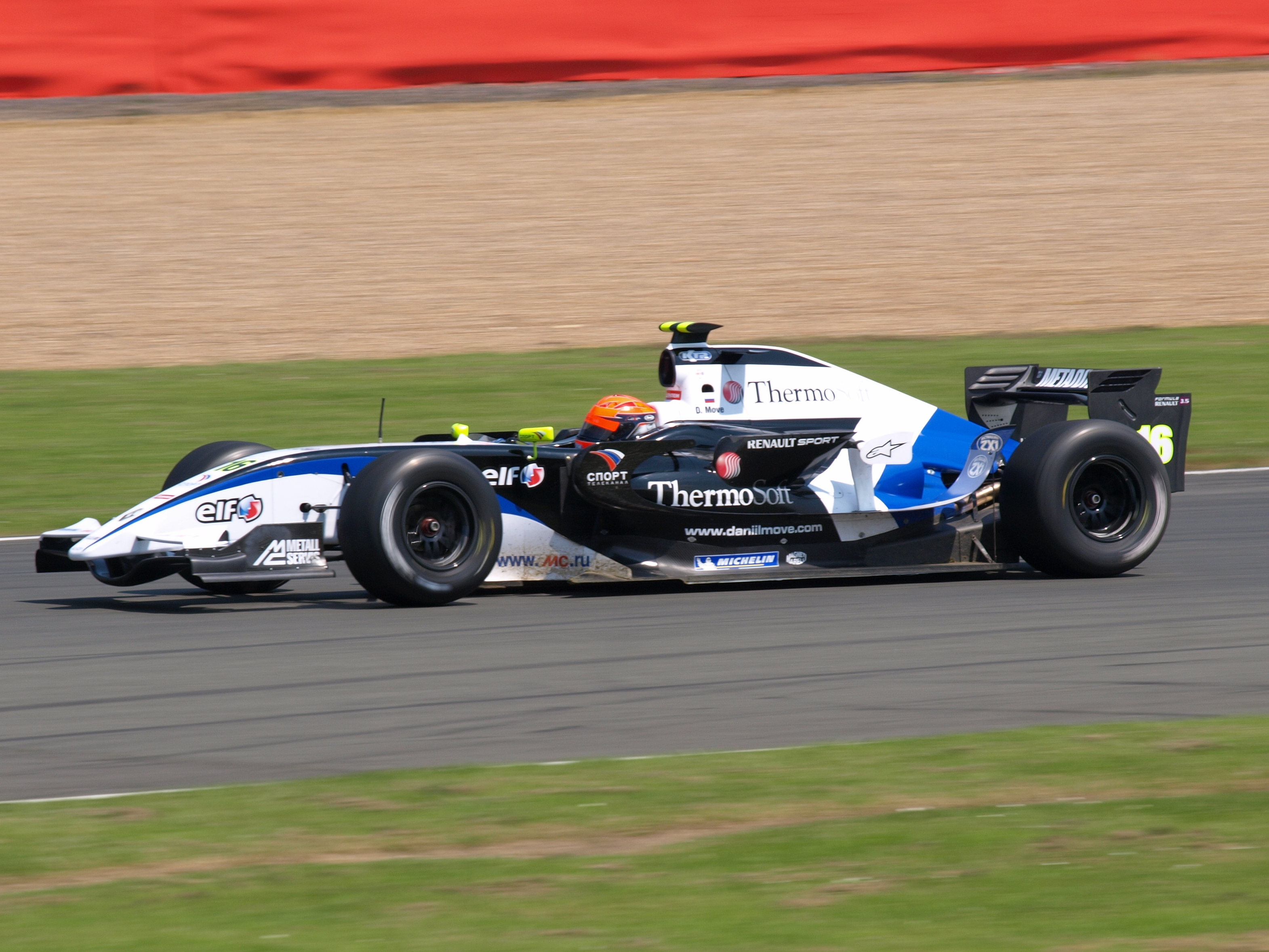
Mowe in der Formel Renault 3.5 in Silverstone 2008.

2007 wechselte Mowe in die Formel Renault 3.5 zum Meisterteam Interwetten Racing, wo er Teamkollege des Mexikaners Salvador Durán wurde. Mowe erzielte keine Punkte und belegte am Saisonende den 29. Gesamtrang, während sein Teamkollege Durán mit einem Rennsieg den achten Platz belegte. Außerdem startete er bei vier Rennen der internationalen Formel Master, in der er den 18. Platz in der Gesamtwertung belegte. 2008 blieb Mowe in der Formel Renault 3.5 und wechselte zum belgischen KTR-Team. Nach fünf Rennwochenenden wurde Mowe, der bis dahin einmal Punkte erzielt hatte, durch Siso Cunill ersetzt und er belegte am Saisonende den 22. Platz im Gesamtklassement.
2009 bestritt Mowe seine dritte Saison in der Formel Renault 3.5 für den britischen Rennstall P1 Motorsport. In dieser Saison erreichte er zweimal den dritten Platz und erzielte bei weiteren Rennen Punkte. Am Saisonende belegte er schließlich den zehnten Gesamtrang. 2010 blieb Mowe erneut in der Formel Renault 3.5 und wechselte zum Rennstall Mofaz Racing, der in dieser Saison unter dem Namen Junior Lotus Racing antrat. Nachdem er nicht mehr an die Leistung aus der vorherigen Saison anknüpfte, wurde er für das letzte Rennen durch Dean Stoneman ersetzt. Er belegte schließlich den 21. Gesamtrang.
2011 kehrte Mowe zu P1 Motorsport zurück und bestritt seine fünfte Saison in der Formel Renault 3.5. Mit zwei dritten Plätzen erreichte Mowe zwei Podest-Platzierungen und verbesserte sich in der Fahrerwertung auf den zehnten Platz. Teamintern setzte er sich mit 54 zu 24 Punkten gegen Walter Grubmüller durch. 2012 bildete Mowe erneut mit Grubmüller das P1-Fahrerduo in der Formel Renault 3.5. Diesmal unterlag Mowe seinem Teamkollegen mit 29 zu 42 Punkten. Mowes beste Platzierung war ein dritter Platz. In der Gesamtwertung wurde er 17.
2013 wechselte Mowe zu SMP Racing by Comtec und absolvierte seine siebte Formel-Renault-3.5-Saison. Mowes beste Platzierungen waren zwei achte Plätze und er beendete die Saison mit 12 Punkten auf dem 22. Gesamtrang. Sein Teamkollege Lucas Foresti blieb ohne Punkte.

## Statistik

### Karrierestationen
| - 1991–2001: Kartsport - 2004: Formula RUS (Platz 2) - 2005: Russische Formel 1600 (Platz 12) - 2005: 3000 Pro Series - 2006: F3000 International Masters (Platz 17) | - 2007: Internationale Formel Master (Platz 18) - 2007: Formel Renault 3.5 (Platz 29) - 2008: Formel Renault 3.5 (Platz 22) - 2009: Formel Renault 3.5 (Platz 10) - 2010: Formel Renault 3.5 (Platz 21) | - 2011: Formel Renault 3.5 (Platz 10) - 2012: Formel Renault 3.5 (Platz 17) - 2013: Formel Renault 3.5 (Platz 22) |